# Adolf Blomeyer (Agrarwissenschaftler)

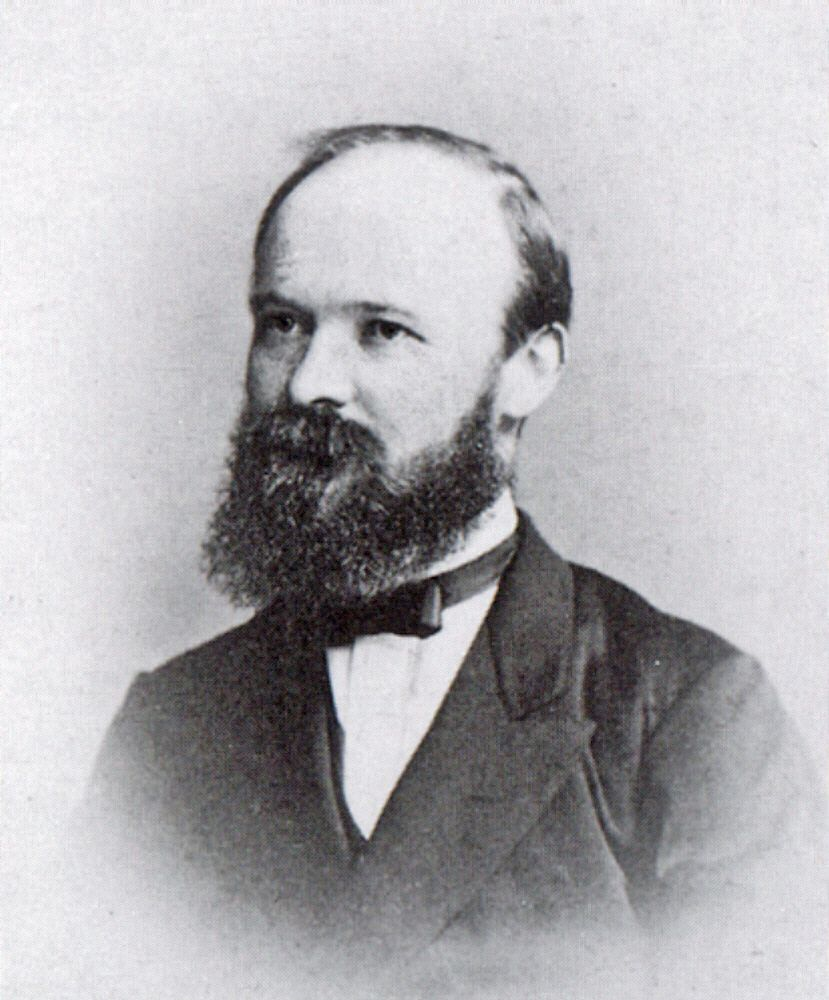
Adolf Blomeyer

Adolf Blomeyer oder Adolph Blomeyer (* 24. Februar 1830 in Frankenhausen bei Kassel; † 18. Dezember 1889 in Leipzig) war ein deutscher Agrarwissenschaftler.

## Leben und Wirken
Adolf Blomeyer, Sohn eines Domänenpächters, studierte zunächst an der Ruprecht-Karls-Universität Heidelberg Rechtswissenschaft. 1850 wurde er Mitglied des Corps Vandalia Heidelberg. Er wechselte an die heimatliche Philipps-Universität Marburg und wurde am 13. Mai 1851 im Corps Teutonia Marburg recipiert. Er zeichnete er sich einmal als Consenior und zweimal als Senior (Studentenverbindung) aus. 1852 wurde er zum Dr. iur. et phil. promoviert. Nach kurzer Tätigkeit als Gerichtsreferendar wandte er sich der Landwirtschaft zu. Er absolvierte eine strenge Lehrzeit auf dem elterlichen Pachtgut, später auf einem benachbarten Landwirtschaftsbetrieb. Nach mehreren Studienreisen pachtete er ein Gut in Schlesien. 1860 übernahm er die Domäne Frankenhausen. Seit 1865 lehrte er als Professor für Landwirtschaftslehre an der Landwirtschaftlichen Akademie Proskau.
Blomeyer folgte 1869 dem Ruf der Universität Leipzig und gründete ein landwirtschaftliches Institut, dem er als Leiter bis zu seinem Tode vorstand. Zeitlebens pflegte er intensive Kontakte mit Landwirten. Viele Jahre war er neben seiner Tätigkeit als Hochschullehrer gleichzeitig Wirtschaftsberater größerer Güter in Posen und Pommern. Sein Rat in allen Fragen des Landbaus hatte im Königreich Sachsen besonderes Gewicht. Meisterhaft verstand er es, wissenschaftliche Forschungsergebnisse und Erfahrungswissen aus der Praxis des Landbaus zu verbinden und in mehreren Büchern allgemeinverständlich darzustellen. Der Schwerpunkt seiner Lehrtätigkeit lag auf dem Gebiet des Pflanzenbaus. 1881 wurde ihm der Titel Geheimer Hofrat verliehen.
Als Vertreter der Universität Leipzig gehörte er ab dem Landtag 1887/88 bis zu seinem Tod der I. Kammer des Sächsischen Landtags an.
Er wurde im Ehrengrab der Universität Leipzig in der V. Abteilung des Neuen Johannisfriedhofs beerdigt. Sein Grabstein hat sich im Lapidarium auf dem Alten Johannisfriedhof erhalten.

## Schriften

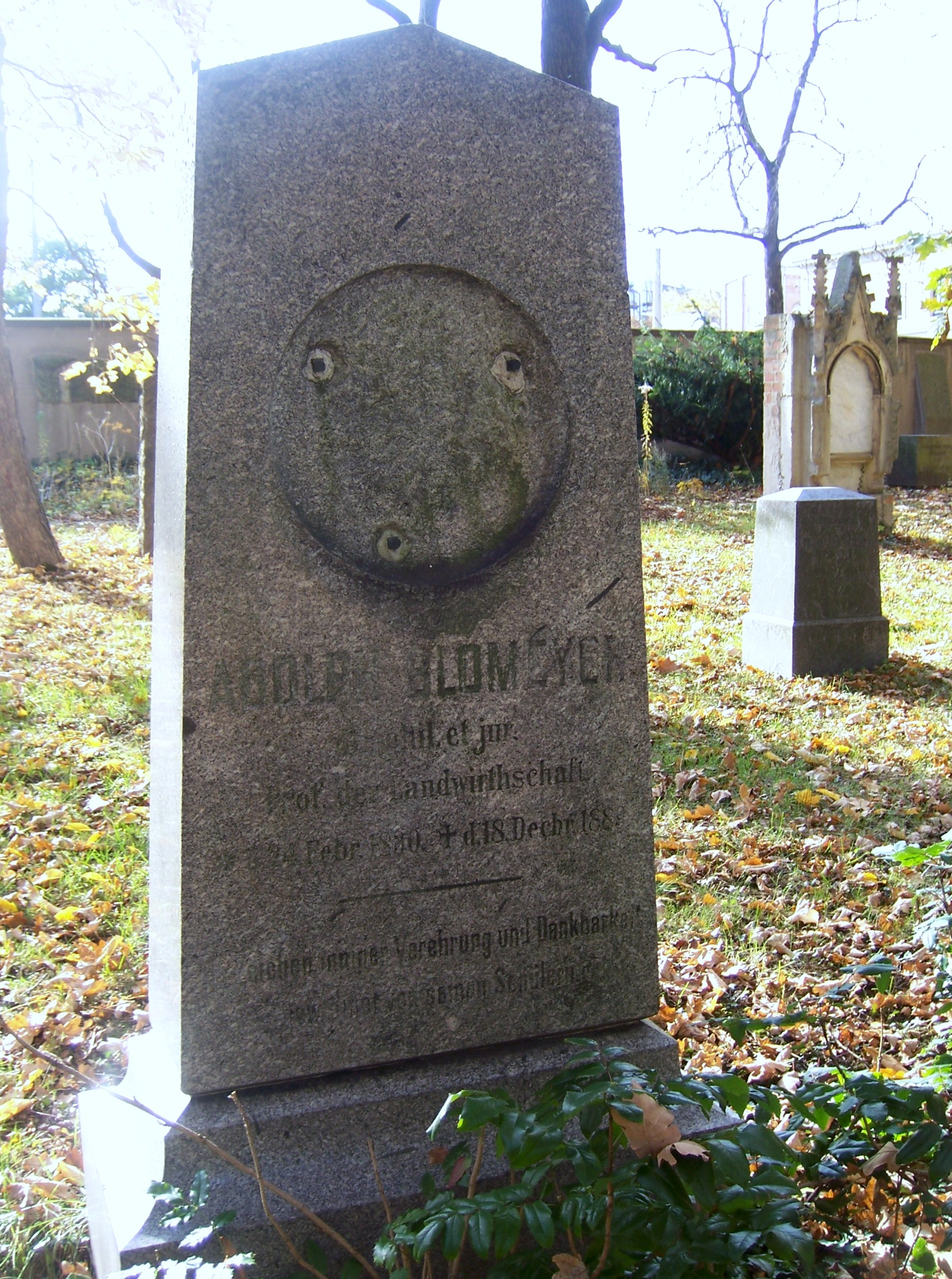
Grabstein Adolf Blomeyer vom Neuen Johannisfriedhof, jetzt: Lapidarium Alter Johannisfriedhof, Leipzig

- Pachtrecht und Pachtverträge. Ein Handbuch des preußischen und sächsischen Pachtrechts mit kritischen Erörterungen über die gesammten Pachtrechtsverhältnisse und dem Entwurf über ein größeres Landgut. Berlin 1873.
- Die mechanische Bearbeitung des Bodens mit Rücksicht auf Erfahrung und Wissenschaft. Leipzig 1879.
- Die Cultur der landwirthschaftlichen Nutzpflanzen, Band 1: Leipzig 1889; Band 2: nach dem Tode des Verfassers vollendet und herausgegeben von Henry Settegast, Leipzig 1891.